# Sassenay
Sassenay – miejscowość i gmina we Francji, w regionie Burgundia-Franche-Comté, w departamencie Saona i Loara.
Według danych na rok 1990 gminę zamieszkiwały 1263 osoby, a gęstość zaludnienia wynosiła 67 osób/km² (wśród 2044 gmin Burgundii Sassenay plasuje się na 184. miejscu pod względem liczby ludności, natomiast pod względem powierzchni na miejscu 488.).